# Solomon Lefschetz
Solomon Lefschetz (3 de septiembre de 1884-5 de octubre de 1972) fue un ingeniero y matemático estadounidense de origen ruso, pionero en el desarrollo de las técnicas algebraicas de topología, palabra que él creó en 1930.[cita requerida]

## Biografía
Nació en Moscú y estudió en París y en la Universidad Clark en Worcester, Massachusetts. Lefschetz empezó a trabajar como ingeniero en los Estados Unidos; después de perder las dos manos en un accidente, comenzó a interesarse por las matemáticas. Enseñó (1924-1953) en las universidades de México[cita requerida] y Princeton, donde también trabajó como editor de Annals of Mathematics. Entre sus contribuciones a la topología destacó el estudio de las transformaciones en las que determinados puntos permanecen fijos. Fue premiado por su trabajo con diversas distinciones internacionales.